# Ютунхеймен
Ю́тунхеймен (норв. Jotunheimen) — нагорье на юге Норвегии, к северо-востоку от верховьев Согне-фьорда.
Преобладающие высоты составляют 1500—2000 м, высшая точка — гора Галлхёпигген (2469 м), самая высокая в Скандинавских горах. Плоскогорье сложено древними кристаллическими породами (габбро и диабазами), расчленено глубокими долинами.
Климат суровый, континентальный; средняя температура января составляет −10 °С, июля — +14,5 °С; количество осадков составляет 1300—2000 мм в год. В Ютунхеймене насчитывается до 300 каровых и карово-долинных ледников общей площадью около 330 км². В ландшафте преобладает горная тундра, по долинам рек — заросли берёзы, осины, рябины.

## В культуре
Плоскогорье Ютунхеймен стало местом действия норвежских фильмов: 
- «Остаться в живых» (2006)
- «Остаться в живых 2: Воскрешение» (2008)
- «Дурацкое дело нехитрое» (2014)